# Hal Blaine

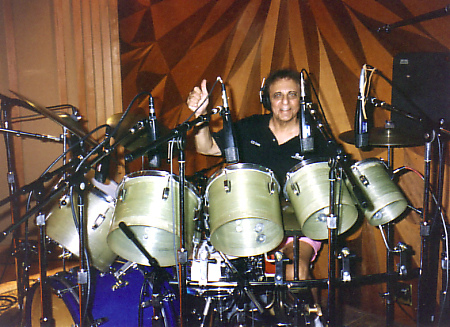
Hal Blaine (1995)

Hal Blaine (* 5. Februar 1929 als Chaim Zalmon Belsky in Holyoke, Massachusetts; † 11. März 2019 in Palm Desert, Kalifornien) war ein US-amerikanischer Musiker. Blaine arbeitete als Schlagzeuger bei der The Wrecking Crew genannten Gruppe von Studiomusikern und war einer der gefragtesten Sessionmusiker der 1960er-Jahre.

## Leben
Im Alter von 19 Jahren entschied sich Hal Blaine, als professioneller Studiomusiker zu arbeiten. Ende der 1950er-Jahre trat er der Band des Teenageridols Tommy Sands bei, verließ sie allerdings bereits einige Jahre später, um wieder als Studiomusiker in Los Angeles zu arbeiten. Diese Entscheidung sollte für Blaine eine goldene Zeit einläuten.
1960 wurde er engagiert, um auf Connie Francis’ Song Mama das Schlagzeug einzuspielen. Es war der erste Top-10-Hit in den Billboard Charts, auf dem Blaine das Schlagwerk einspielte. Im Jahr darauf spielte er bereits für Elvis Presley (Can’t Help Falling in Love). Dies verhalf ihm endgültig zum Durchbruch. Im Jahre 1963 erfolgte die Veröffentlichung eines Solo-Konzeptalbums für RCA Victor als „Hal Blaine (The Drummer Man) & The Young Cougars“ mit dem Titel Deuces, “T’s”, Roadsters & Drums, welches thematisch voll und ganz auf die damalige musikalische Hot-Rod- und Surf-Szene zugeschnitten war (RCA Victor LPM / LSP 2834). Neben Presley zählten fortan auch Dean Martin, Jan & Dean, The Mamas and the Papas, The Byrds, Sonny and Cher, Gary Lewis, Frank Sinatra, Simon & Garfunkel und Jon Mark zu seinen Stammkunden. Blaine war ebenfalls auf zahlreichen Alben der Beach Boys vertreten. Im Bereich des Jazz war er zwischen 1960 und 2004 an 32 Aufnahmesessions beteiligt, u. a. bei Irene Kral, Herb Alpert, Gene Norman, Frankie Randall/Billy May, June Christy, Howard Roberts, Gerry Mulligan, Steve Allen/Terry Gibbs, Tutti Camarata, Bud Shank, Nancy Wilson/Oliver Nelson, Shorty Rogers, Chet Baker und Ahmad Jamal.
Für Hitproduzenten wie Brian Wilson und Phil Spector war Blaine unverzichtbar.
Blaine spielte auf mehr Hitsingles als jeder andere Schlagzeuger der Rockgeschichte. Seine Diskographie umfasst 40 Nummer-Eins-Singles, 150 Top-10-Singles und 35.000 Songs, auf denen er vertreten war.
Mitte der 1970er-Jahre wurde es still um Blaine. Die Aufträge gingen zurück, denn nicht nur er – auch seine Stammkunden waren älter geworden.
Im März 2000 wurde Blaine in die Rock and Roll Hall of Fame aufgenommen. Der Rolling Stone listete ihn 2016 auf Rang fünf der 100 größten Schlagzeuger aller Zeiten.
Hal Blaine starb am 11. März 2019 im Alter von 90 Jahren.

## Top-10-Diskographie

### 1960
- Connie Francis: Mama – 8

### 1961
- Connie Francis: Where the Boys Are – 4
- Elvis Presley: Can’t Help Falling in Love – 1

### 1962
- Elvis Presley: Return to Sender – 2
- Herb Alpert & TJB: The Lonely Bull – 6
- The Crystals: He’s a Rebel – 1

### 1963
- Bobby Darin: Eighteen Yellow Roses – 10
- Bob B. Soxx & the Blue Jeans: Zip a Dee Doo Dah – 8
- Bobby Vee: The Night Has 1,000 Eyes – 3
- Elvis Presley: You’re the Devil in Disguise – 3
- Jan & Dean: Surf City – 1
- Jan & Dean: Drag City – 10
- Lesley Gore: She’s a Fool – 5
- Sam Cooke: Another Saturday Night – 10
- The Beach Boys: Surfin’ USA – 3
- The Beach Boys: Be True to Your School – 6
- The Beach Boys: Surfer Girl / Deuce Coupe – 7
- The Cascades: Rhythm of the Rain – 3
- The Crystals: Da Doo Ron Ron – 3
- The Crystals: And Then He Kissed Me – 6
- The Ronettes: Be My Baby – 2

### 1964
- Dean Martin: Everybody Loves Somebody – 1
- Dean Martin: The Door Is Still Open – 6
- Jan & Dean: Little Old Lady from Pasadena – 3
- Jan & Dean: Dead Man’s Curve – 8
- Jay & the Americans: Come a Little Bit Closer – 3
- Johnny Rivers: Mountain of Love – 9
- Lorne Greene: Ringo – 1
- Roy Orbison: It’s Over – 9
- The Beach Boys: I Get Around – 1
- The Beach Boys: Fun Fun Fun – 5
- The Beach Boys: Dance Dance Dance – 8
- The Hondells: Little Honda – 9
- The Marketts: Out of Limits – 3
- The Rip Chords: Hey Little Cobra – 4

### 1965
- Barry McGuire: Eve of Destruction – 1
- Gary Lewis & The Playboys: This Diamond Ring – 1
- Gary Lewis & The Playboys: Count Me In – 2
- Gary Lewis & The Playboys: Save Your Heart – 2
- Gary Lewis & The Playboys: Everybody Loves a Clown – 4
- Herb Alpert & TJB: A Taste of Honey – 7
- Jay & The Americans: Cara Mia – 4
- Johnny Rivers: Seventh Son of a Seventh Son – 7
- Mel Carter: Hold Me, Thrill Me, Kiss Me – 8
- The Beach Boys: Help Me Rhonda – 1
- The Beach Boys: California Girls – 3
- The Byrds: Mr. Tambourine Man – 1
- The Vogues: You’re the One – 4
- Vic Dana: Red Roses for a Blue Lady – 10

### 1966
- Bob Lind: Elusive Butterfly – 5
- Bobby Darin: If I Were a Carpenter – 8
- Frank Sinatra: Strangers in the Night – 1
- Frank Sinatra: That’s Life – 4
- Gary Lewis & The Playboys: She’s Just My Style – 3
- Gary Lewis & The Playboys: Sure Gonna Miss Her – 9
- Johnny Rivers: Poor Side of Town – 1
- Nancy Sinatra: Boots – 1
- Nancy Sinatra: Sugar Town – 5
- Nancy Sinatra: How’s That Grab You Darlin’? – 7
- Petula Clark: I Couldn’t Live without Your Love – 9
- Petula Clark: My Love – 1
- Simon & Garfunkel: I Am a Rock – 3
- Simon & Garfunkel: Homeward Bound – 5
- The Association: Along Comes Mary – 7
- The Beach Boys: Good Vibrations – 1
- The Beach Boys: Barbara Ann – 2
- The Beach Boys: Sloop John B. – 3
- The Beach Boys: Wouldn’t It Be Nice – 8
- The Mamas and the Papas: Monday, Monday – 1
- The Mamas and the Papas: California Dreamin’ – 4
- The Mamas and the Papas: I Saw Her Again Last Night – 5
- The Sandpipers: Guantanamera – 9
- The T-Bones: No Matter What the Shape – 3

### 1967
- Bobby Vee: Come Back When You Grow Up – 3
- Frank & Nancy Sinatra: Something Stupid – 1
- Johnny Rivers: Baby I Need Your Lovin’ – 3
- Johnny Rivers: Tracks of My Tears – 10
- Paul Revere & the Raiders: Him or Me, What’s It Gonna Be? – 5
- Petula Clark: Love, This Is My Song – 3
- Scott McKenzie: San Francisco (Be Sure to Wear Flowers in Your Hair) – 4
- The Association: Windy – 1
- The Association: Never My Love – 2
- The Fifth Dimension: Up, Up & Away – 7
- The Grass Roots: Let’s Live For Today – 8
- The Mamas and the Papas: Dedicated to the One I Love – 2
- The Mamas and the Papas, Creeque Alley – 5
- The Mamas and the Papas: Words of Love – 5
- The Monkees: A Little Bit Me – 2
- The Supremes: The Happening – 1

### 1968
- The First Edition: I Just Dropped In (To See What Condition My Condition Was In) – 5
- Gary Puckett & the Union Gap: Young Girl – 2
- Richard Harris: MacArthur Park – 2
- Simon & Garfunkel: Mrs. Robinson – 1
- The Association: Everything That Touches You – 10
- The Fifth Dimension: Stoned Soul Picnic – 3
- The Grass Roots: Midnight Confessions – 5
- The Vogues: My Special Angel – 7
- The Vogues: Turn Around, Look at Me – 7

### 1969
- Gary Puckett & the Union Gap: This Girl’s a Woman Now – 9
- Glen Campbell: Galveston – 4
- Henry Mancini: Love Theme—Romeo & Juliet – 1
- Neil Diamond: Holly Holy – 6
- The Fifth Dimension: Aquarius / Let The Sun Shine – 1
- The Fifth Dimension: Wedding Bell Blues – 1
- Tommy Roe: Dizzy – 1
- Tommy Roe: Jam Up and Jelly Tight – 8

### 1970
- Neil Diamond: Cracklin’ Rose – 1
- Simon & Garfunkel: Bridge over Troubled Water – 1
- Simon & Garfunkel: Cecilia – 4
- The Carpenters: Close to You – 1
- The Carpenters: We’ve Only Just Begun – 2
- The Fifth Dimension: One Less Bell to Answer – 2

### 1971
- Andy Williams: Love Story Theme – 9
- Barbra Streisand: Stoney End – 6
- David Cassidy: Cherish – 9
- Hamilton, Joe Frank & Reynolds: Don’t Pull Your Love Out – 4
- Neil Diamond: I Am… I Said – 4
- Paul Revere & The Raiders: Indian Reservation – 1
- The Carpenters: Rainy Days & Mondays – 2
- The Carpenters: Superstar – 2
- The Carpenters: For All We Know – 3
- The Grass Roots: Sooner or Later – 9
- The Partridge Family: I Think I Love You – 1
- The Partridge Family: Doesn’t Somebody Want to Be Wanted – 6
- The Partridge Family: I’ll Meet You Half Way – 9